# La prigioniera di Sidney
La prigioniera di Sidney (Zu neuen Ufern) è un film del 1937 diretto da Detlef Sierck (Douglas Sirk)

## Trama
Londra, 1830. Sir Albert Finsbury, ufficiale dell'esercito, la sera prima di essere trasferito in Australia falsifica un assegno. Quando la truffa viene scoperta, lui è già partito. Gloria Vane, una cantante molto popolare ma detestata dai benpensanti perché troppo spregiudicata, per amore dell'ufficiale si autoaccusa del raggiro e viene deportata nel carcere di Parramatta, nei dintorni di Sydney. Condannata ai lavori forzati, la donna spera che Finsbury la salvi confessando le proprie responsabilità e gli invia una lettera ma lui, temendo che la relazione avuta con la donna possa compromettere la sua carriera, cestina la lettera senza neanche aprirla.
Per evitare i lavori forzati, Gloria accetta di sposare l'agricoltore Henry Hoyer e, in virtù di una legge speciale, può uscire di prigione. Ma la dura vita dei campi non fa per lei, che coglie subito un'occasione e fugge via. Trova lavoro come cantante al Sidney Casino, un locale dove ritrova Finsbury che, nel frattempo, si è fidanzato con la figlia del governatore. L'uomo viene finalmente a conoscenza del gesto di generosità della donna, le chiede di perdonarlo e di fuggire insieme, ma lei non può dimenticare il suo tradimento. Lui, allora, si suicida.
Tornata a Parramatta, Gloria viene accolta dal marito che perdona la sua fuga.

## Produzione
Il film fu prodotto dall'Universum Film (UFA). Il titolo originale Zu neuen Ufern significa letteralmente Verso nuovi orizzonti e il film fu anche diffuso in alcuni paesi con questo secondo titolo. Le riprese si svolsero a Neubabelsberg dal marzo al maggio 1937.
Si tratta del primo ruolo importante per la cantante-attrice svedese Zarah Leander, ingaggiata dall'UFA dopo essere stata segnalata al cancelliere Goebbels che cercava una sostituta di Marlene Dietrich, emigrata negli Stati Uniti. Il film fu pensato proprio per lanciare questa nuova scoperta e Sirk sceneggiò questa storia che presentava già i temi del melodramma (amore folle e incondizionato, perdizione, redenzione, erotismo) che quindici anni più tardi lo avrebbero reso celebre, ma seppe intrecciare questi temi a spunti di critica sociale e di polemica sul colonialismo inglese. La produzione temeva che l'ambientazione esotica non avrebbe incontrato il gusto popolare; al contrario, il film incontrò uno strepitoso consenso di pubblico e sancì il trionfo personale dell'attrice. Le tre canzoni che interpretava con la sua voce roca e sexy divennero tre grandi successi

## Distribuzione
Distribuito dall'UFA-Filmverleih, in Germania il film fu presentato in prima all'Ufa-Palast am Zoo di Berlino il 31 agosto 1937.